# 克特里薩尼夫卡

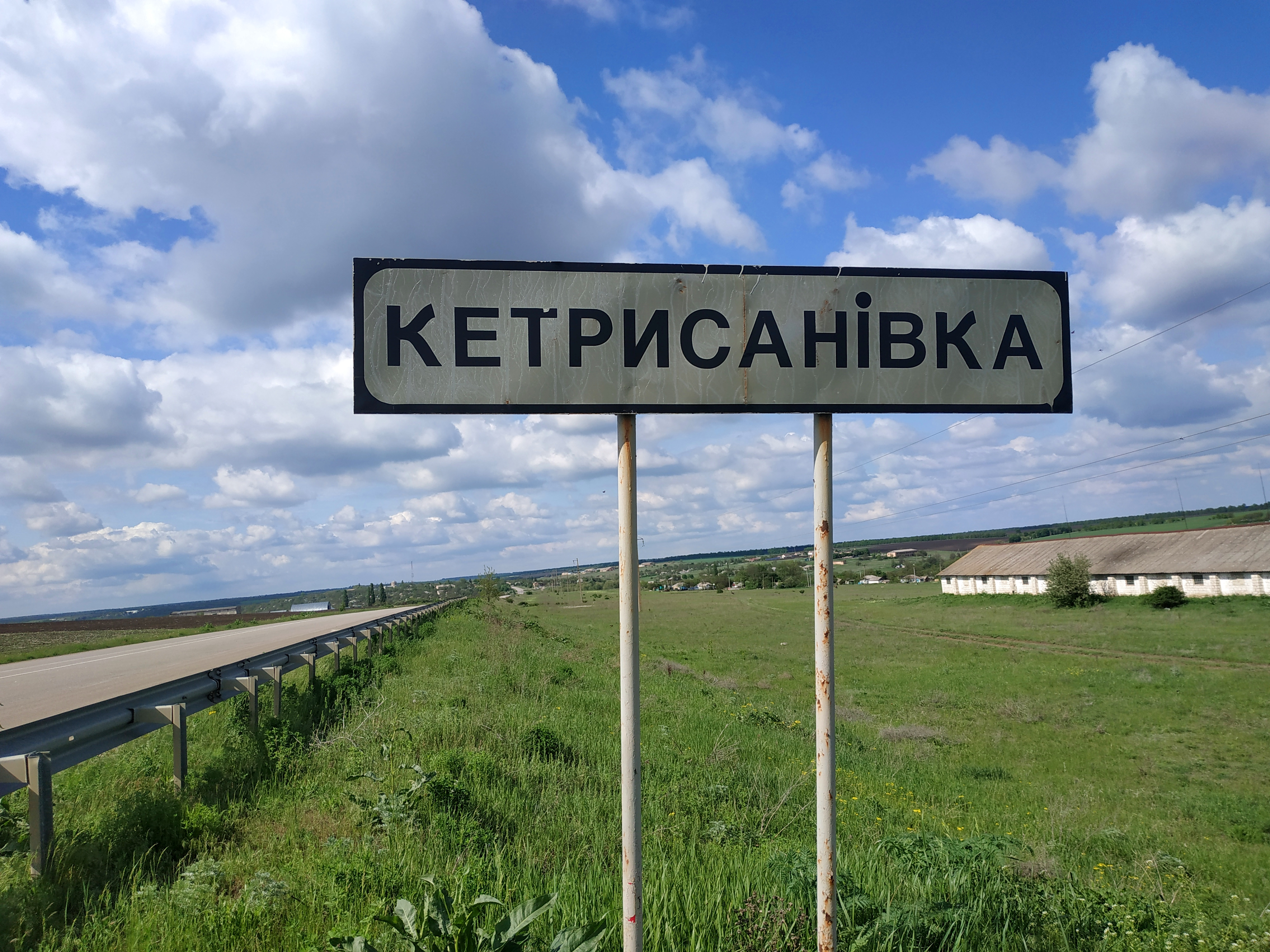
路牌

47°54′39″N 32°10′9″E / 47.91083°N 32.16917°E
克特里薩尼夫卡（羅馬化：Ketrysanivla）是烏克蘭中部基洛夫格勒州克罗皮夫尼茨基区克特里萨尼夫卡市镇内的村落及其行政中心。面積4.8平方公里，海拔高度108米，2024年人口1,200，人口密度每平方公里292.5人。